# Risovac (Bosanski Petrovac, BiH)
Risovac je naseljeno mjesto u općini Bosanski Petrovac, Federacija Bosne i Hercegovine, BiH.

## Zemljopis
Risovac je planinsko selo, smješteno na Grmeču, uz cestu Bosanski Petrovac - Bosanska Krupa. U Risovcu su ovi zaseoci: Brdo (Podbiguz), Grabovac, Cerovače, Mali Risovac i Ravni Risovac. Selo je bogato vodom. U njemu ima sigurno oko stotinu, što većih, što manjih izvora, i više na zapadnoj (sunčanoj) strani nego na istočnoj (osojnoj). Neki od tih izvora sastavljaju svoje vode te obrazuju oveće potočiće, a svi teku od zapada prema istoku ili jugo-istoku. Ovi potoci su ponornice.
Ispod Risovačke grede, ogranka Grmeča, nalaze se dvije jame. Jedna je u predjelu Vodice, na nadmorskoj visini 600 m. i ona je bivši ponor rijeke u Risovcu. Tokom spuštanja podzemnih tokova u dubinu ova rijeka je pronašla sebi drugi ponor pa su tako podzemni kanali jame u Vodicama ostali bez hidrološke funkcije. Po načinu postanka pripada tipu ponorskih, a po položaju jamskih kanala pripada tipu prostih jama. Druga jama ima karakter stalnog ponora, jer prima vodu i u najsušnijem periodu. Moguće je da postoji podzemna veza između ove dvije jame.
Risovac je na krajnjem sjeverozapadu Petrovačkog polja i predstavlja treću ponorsku zonu polja. Obojena voda se pojavila u porječju Une kod Bosanske Krupe.

## Povijest
Stanovništvo su danas većinom Srbi, ali u Risovcu je nekad bilo više Hrvata. U Risovcu su nekad bile dvije kuće Hrvata katolika. Ovi katolici naselili su se ovdje poslije austro-ugarskog zaposjedanja. To su bili ikavski Hrvati koji su se doselili 1879./80. godine iz najbližeg susjedstva, iz Like i Krbave. Hrvati iz Risovca su podrijetlom doseljeni iz Gračaca, Boričevca, Gračaca.
Broj Hrvata cijelog petrovačkog, drvarskog i grahovskog kraja drastično se smanjio nakon drugoga svjetskog rata. Uz većinske Srbe, bilo je oko dvije tisuće Hrvata katolika u Krnjeuši, Vrtočama, Koluniću, Oštrelju i u samom Bosanskom Petrovcu, a nakon masovnih ubojstava i masovnih protjerivanja Hrvata u srpskom ustanku na ovom graničnom području Hrvatske i Bosne i Hercegovine (Drvar i okolica, iz Bosanskog Grahova i okolice - naselja Luka, Korita, Ugarci, Obljaj i druga, iz Brotnja, Boričevca, Vrtoče, Lastve, Zelinovca, Krnjeuše) te činjenice da se ovamo Hrvati nisu smjeli vratiti niti nakon 1945. (nekim naseljima čak su i groblja uništena, a vlasništvo nad zemljom koja im je oteta Hrvati ni do danas nisu uspjeli povratiti),  broj je drastično opao.

## Stanovništvo

### 1991.
Nacionalni sastav stanovništva 1991. godine, bio je sljedeći:
ukupno: 379
- Srbi - 370
- Hrvati - 1
- Jugoslaveni - 2
- ostali, neopredijeljeni i nepoznato - 6

### 2013.
Nacionalni sastav stanovništva 2013. godine, bio je sljedeći:
ukupno: 57
- Srbi - 57